# Nico Porteous
Nico Porteous (Hamilton, Új-Zéland, 2001. november 23. –) olimpiai bajnok új-zélandi síakrobata.

## Pályafutása
Négyévesen kezdett el síelni, és 13 évesen bátyja, Miguel nyomdokain haladva – aki ekkor már a colorádói Breckenridge sípályáin és az új-zélandi Cardrona Alpine Resort síparadicsomban edzett és versenyzett – áttért a síakrobatikára.
A 2018-as téli olimpián a férfi síakrobaták félcsőversenyében – két amerikai mögött, tizenhat évesen – bronzérmes lett, és ezzel a teljesítményével nem csak Új-Zéland legfiatalabb olimpiai érmese lett, hanem az első freestyle-os, aki dobogós helyezést ért el téli olimpián.
2018 szeptemberében, a Cardronában megrendezett FIS junior freestyle sí-világbajnokságon aranyérmes lett.
Második olimpiai érmét Pekingben vehette át 2022-ben, ahol a férfi síakrobaták félcső küzdelmében – a szélviharos körülmények ellenére – diadalmaskodni tudott. Ez volt országa történetének második téli olimpiai aranyérme.